# Ptolemeusz X Aleksander I
Ptolemeusz X Aleksander I (zm. 88 p.n.e.) – władca Egiptu z dynastii Ptolemeuszów, syn Ptolemeusza VIII i Kleopatry III, mąż Kleopatry Berenike III, ojciec Ptolemeusza XI Aleksandra II.

## Życiorys
Był faworytem swojej matki Kleopatry III, która usiłowała zapewnić mu władzę w Egipcie po śmierci Ptolemeusza VIII. Lud Aleksandrii, przychylny bardziej jego bratu, Ptolemeuszowi IX, zmusił Kleopatrę III do rezygnacji z koregencji Ptolemeusza X – objął on więc władzę na Cyprze (wyspę zdołał zająć ok. 112 p.n.e.). 
Ok 110 p.n.e. po wypędzeniu Ptolemeusza IX przez Kleopatrę III, Aleksander został mianowany przez nią koregentem. Później na pewien czas Ptolemeusz IX powrócił do władzy, aby ponownie utracić łaski matki, w związku z czym w 107 p.n.e. Aleksander znów objął koregencję. Wspólnie z matką rządził przez ok. 10 lat, podczas gdy Ptolemeusz IX zajął opuszczony przez brata Cypr. 
W 107 p.n.e. został mianowany kapłanem Aleksandra Wielkiego. Angażował się w wojnie domowej w państwie Seleucydów. W 103 p.n.e. Ptolemeusz IX wylądował w Palestynie i odnosząc szereg sukcesów próbował wtargnąć przez Półwysep Synaj do Egiptu. Aleksander odparł jednak ten atak pod Peluzjum i zmusił brata do wycofania się na Cypr. W 101 p.n.e. kazał zamordować swoją matkę (według niektórych źródeł zmarła ona śmiercią naturalną) i ożenił się z Kleopatrą Berenike III. Na pewien czas zawarł pokój z bratem.
Ostatni okres panowania znamionuje rosnące niezadowolenie Egipcjan z rządów tego władcy, czego wyrazem stało się powstanie w Tebaidzie i odsunięcie Ptolemeusza X od władzy przez zbuntowanych żołnierzy i mieszkańców Aleksandrii ok. 89/88 p.n.e.
W 88 p.n.e. Ptolemeusz X zginął w bitwie morskiej podczas próby zajęcia Cypru. Po jego śmierci władzę przejął ponownie brat Ptolemeusz IX.

## Tytulatura
| M23 · X1 | L2 · X1 |

| M23 · X1 | L2 · X1 |

| U22 | R8 | X1 · H8 | R8 | U22 · X1 | N6 · X1 · H8 | F44 | Q3 · X1 | V28 | U21 · N35 | D4 · Aa11 | C2 | C12 | O34 · M22 · M22 | A53 | S34 | S3 |

| U22 | R8 | X1 · H8 | R8 | U22 · X1 | N6 · X1 · H8 | F44 | Q3 · X1 | V28 | U21 · N35 | D4 · Aa11 | C2 | C12 | O34 · M22 · M22 | A53 | S34 | S3 |

| U22 | R8 | X1 · H8 | R8 | U22 · X1 | N6 · X1 · H8 | F44 | Q3 · X1 | V28 | U21 · N35 | D4 · Aa11 | C2 | C12 | O34 · M22 · M22 | A53 | S34 | S3 |

| U22 | R8 | X1 · H8 | R8 | U22 · X1 | N6 · X1 · H8 | F44 | Q3 · X1 | V28 | U21 · N35 | D4 · Aa11 | C2 | C12 | O34 · M22 · M22 | A53 | S34 | S3 |

| M23 · X1 | L2 · X1 |

| M23 · X1 | L2 · X1 |

| U22 | R8 | X1 · H8 | R8 | U22 · X1 | N6 · X1 · H8 | F44 | Q3 · X1 | V28 | U21 · N35 | D4 · Aa11 | C2 | C12 | O34 · M22 · M22 | A53 | S34 | S3 |

| U22 | R8 | X1 · H8 | R8 | U22 · X1 | N6 · X1 · H8 | F44 | Q3 · X1 | V28 | U21 · N35 | D4 · Aa11 | C2 | C12 | O34 · M22 · M22 | A53 | S34 | S3 |

| U22 | R8 | X1 · H8 | R8 | U22 · X1 | N6 · X1 · H8 | F44 | Q3 · X1 | V28 | U21 · N35 | D4 · Aa11 | C2 | C12 | O34 · M22 · M22 | A53 | S34 | S3 |

| U22 | R8 | X1 · H8 | R8 | U22 · X1 | N6 · X1 · H8 | F44 | Q3 · X1 | V28 | U21 · N35 | D4 · Aa11 | C2 | C12 | O34 · M22 · M22 | A53 | S34 | S3 |

| G39 | N5 |

| G39 | N5 |

| Q3 · X1 | V4 | E23 · Aa15 | M17 | M17 | S29 | U33 | D · W24 · F51A | M17 | D14 · V31 | S29 | N35 · X1 · D14 | O34 · S34 | D&t&tA | Q3 · X1 | V28 | N36 |

| Q3 · X1 | V4 | E23 · Aa15 | M17 | M17 | S29 | U33 | D · W24 · F51A | M17 | D14 · V31 | S29 | N35 · X1 · D14 | O34 · S34 | D&t&tA | Q3 · X1 | V28 | N36 |

| Q3 · X1 | V4 | E23 · Aa15 | M17 | M17 | S29 | U33 | D · W24 · F51A | M17 | D14 · V31 | S29 | N35 · X1 · D14 | O34 · S34 | D&t&tA | Q3 · X1 | V28 | N36 |

| Q3 · X1 | V4 | E23 · Aa15 | M17 | M17 | S29 | U33 | D · W24 · F51A | M17 | D14 · V31 | S29 | N35 · X1 · D14 | O34 · S34 | D&t&tA | Q3 · X1 | V28 | N36 |

| G39 | N5 |

| G39 | N5 |

| Q3 · X1 | V4 | E23 · Aa15 | M17 | M17 | S29 | U33 | D · W24 · F51A | M17 | D14 · V31 | S29 | N35 · X1 · D14 | O34 · S34 | D&t&tA | Q3 · X1 | V28 | N36 |

| Q3 · X1 | V4 | E23 · Aa15 | M17 | M17 | S29 | U33 | D · W24 · F51A | M17 | D14 · V31 | S29 | N35 · X1 · D14 | O34 · S34 | D&t&tA | Q3 · X1 | V28 | N36 |

| Q3 · X1 | V4 | E23 · Aa15 | M17 | M17 | S29 | U33 | D · W24 · F51A | M17 | D14 · V31 | S29 | N35 · X1 · D14 | O34 · S34 | D&t&tA | Q3 · X1 | V28 | N36 |

| Q3 · X1 | V4 | E23 · Aa15 | M17 | M17 | S29 | U33 | D · W24 · F51A | M17 | D14 · V31 | S29 | N35 · X1 · D14 | O34 · S34 | D&t&tA | Q3 · X1 | V28 | N36 |

W języku greckim władcę tytułowano basileus Ptolemaios X Aleksandros I Theos Philometor III – król Ptolemeusz Aleksander Bóg Miłujący Matkę.